# Nganjuk (ort i Indonesien)
Nganjuk är en ort i Indonesien.   Den ligger i provinsen Jawa Timur, i den västra delen av landet, 600 km öster om huvudstaden Jakarta. Nganjuk ligger 59 meter över havet och antalet invånare är 69 011.
Terrängen runt Nganjuk är platt. Runt Nganjuk är det mycket tätbefolkat, med 1 573 invånare per kvadratkilometer. Det finns inga andra samhällen i närheten. Trakten runt Nganjuk består till största delen av jordbruksmark.